# Ghiacciaio Meinardus
Il ghiacciaio Meinardus (in inglese Meinardus Glacier) è un ghiacciaio lungo circa 65 km situato sulla costa di Lassiter, nella parte orientale della Terra di Palmer, in Antartide. Il ghiacciaio, il cui punto più alto si trova a circa 915 m s.l.m., fluisce in direzione est-nord-est fino ad arrivare poco a est del monte Barkow, dove ad esso si unisce il ghiacciaio Haines, proveniente da nord-ovest, e dove il suo flusso vira verso est scorrendo tra i monti Dana, a nord, e i monti Werner, a sud, fino a entrare nell'insenatura New Bedford, poco a est del nunatak Court.

## Storia
Il ghiacciaio Meinardus fu scoperto e fotografato durante una ricognizione aerea effettuata nel 1940 da alcuni membri del Programma Antartico degli Stati Uniti d'America. Nel 1947 il ghiacciaio fu nuovamente fotografato da membri della Spedizione antartica di ricerca Ronne, comandata da Finn Rønne, i quali, assieme a membri del British Antarctic Survey, che all'epoca si chiamava ancora Falkland Islands and Dependencies Survey (FIDS), ne realizzarono infine una mappatura completa. Proprio il FIDS battezzò poi la formazione con il suo attuale nome in onore del meteorologo e climatologo tedesco Wilhelm Meinardus, autore di molte pubblicazioni, incluse le indagini meteorologiche effettuate durante la spedizione Gauss (nota anche come "prima spedizione antartica tedesca"), 1901-03.